# Betonwarenfabriek
Een betonwarenfabriek is een fabriek waar producten worden vervaardigd die voornamelijk uit beton bestaan. In veel gevallen betreft dit gewapend beton.
Betonwarenfabrieken produceren kleine producten als betontegels, betonklinkers en betonnen dakpannen. Daarnaast worden ook grotere elementen vervaardigd, zoals rioolbuizen, putten, trottoirbanden, opsluitbanden en dergelijke. Verder ook betonnen palen en platen, trappen, heipalen en goten.
Zeer grote elementen zijn de geprefabriceerde betonelementen voor bruggen, viaducten en dergelijke.
Daarnaast bestaan nog de huizenfabrieken, waar geprefabriceerde gevelelementen voor de woning- of utiliteitsbouw worden vervaardigd.
De asbestcementindustrie, vervaardigde golfplaten en buizen van asbestcement, onder meer onder de naam Eternit. Hier diende de asbestvezel als bewapening. Dergelijke producten zijn echter, vanwege de gevaren van het asbest, sinds 1993 verboden, en vormen bij sloop- en verbouwingsprojecten nog altijd een groot probleem.
In Nederland startte de eerste betonwarenfabriek in 1888 te Sas van Gent. In 1913 waren er in Nederland 172 betonwarenfabrieken. In 1970 waren dat er 235. Zij hadden samen 15.600 mensen in dienst en verbruikten 1500 kiloton cement.